# きてけろくん
きてけろくんは、日本の山形県が2013年（平成25年）に開催した「山形デスティネーションキャンペーン」に合わせて作成されたマスコットキャラクターである。キャンペーン終了後も山形県庁の観光交流課に所属し、「山形県おもてなし課長」の肩書きで県のPR活動に起用されている。

## 概要
2013年（平成25年）6月14日から9月13日まで開催された「山形デスティネーションキャンペーン」のマスコットキャラクターとして、キャッチコピー「山形日和。」とセットで発表された。県の形状を人の横顔に見立て、県の名産品であるサクランボのブローチを付けた麦わら帽子をかぶり、旅行バッグを牽引している。バッグに貼られた緑色のシールは山形県産農産物のPRマーク「ペロリン」で、好物はサクランボとつや姫のおにぎり。
キャラクター名の「きてけろくん」は一般公募によって命名されたもので、山形弁で「来てください」と言う意味の「来てけろ」が由来となっている。キャンペーン開始に先立って2013年5月22日付で吉村美栄子知事から「山形県おもてなし係長」の委嘱を受け、ゆるキャラグランプリへのエントリーを始めとするPR活動に従事した。
県マスコットとしての続投を要望する声が多かったためキャンペーン終了後もPR活動に従事し、2014年（平成26年）12月3日付の「おもてなし課長（みならい）」辞令交付を経て2015年（平成27年）6月1日付で課長に昇進した。
「きてけろくん」の商標は山形県が登録・所有している。

## 家族
きてけろくんの他に以下のキャラクターが家族として登場している。

### いくちゃん
きてけろくんの妻。着ぐるみではなく担当のアテンド（付き添い）で、きてけろくんの課長昇進直後にYouTubeの公式チャンネル上で結婚を発表。10月15日に県内のゆるキャラを集めた結婚式を行った。

### もっけだのん
2016年（平成28年）9月に山形県で開催された第36回全国豊かな海づくり大会のPRキャラクター。きてけろくんといくちゃんの子供と言う設定で、2015年（平成27年）6月に開催された「やまがた森の感謝祭2015」で名前の発表と着ぐるみのお披露目が行われた。